# Cidinho & Doca
Cidinho e Doca sono un duo brasiliano rap proveniente da Rio de Janeiro, composto da Sidney da Silva (MC Cidinho) e Marcos Paulo de Jesus Peizoto (MC Doca), due esponenti del genere proibidão.
Il Proibidão è un genere di musica funk la cui trasmissione è legalmente proibita in Brasile, principalmente in quanto promotrice dell'utilizzo di droga e di comportamenti illeciti. Il duo è diventato famoso in tutto il mondo per la loro cover del brano Rap das armas, originariamente un brano degli anni novanta del duo Junior e Leonardo. Il brano viene tra l'altro inserito nella colonna sonora del film Tropa de Elite - Gli squadroni della morte (Tropa de Elite), il maggio incasso del 2007 in Brasile.
Il brano racconta delle quotidiane invasioni nelle favelas della squadra d'elite della polizia brasiliana allo scopo di combattere il crimine ed il traffico di droga. Nonostante la sua popolarità, Rap das armas non è stata mai trasmessa dalle radio brasiliane, e rimossa dall'album contenente la colonna sonora del film, due settimane dopo la sua pubblicazione, presumibilmente per apologia delle armi da fuoco e di attività illegali.
Cidinho e Doca hanno ottenuto grande popolarità internazionalmente, grazie ad una serie di remix del loro brano Rap das armas, raggiungendo la prima posizione della classifica dei singoli più venduti nei Paesi Bassi nel febbraio 2009 e della classifica dei singoli più venduti in Svezia nell'estate dello stesso anno.

## Album
- 1995 - Eu Só Quero É Ser Feliz
- 1998 - É O Bonde da C.D.D
- 2000 - Desarme-se
- 2008 - Rap das armas